# Papallona zebrada aranesa
La papallona zebrada aranesa (Iphiclides podalirius) és una espècie de lepidòpter papilionoïdeu de la família dels papiliònids (Papilionidae) present als Països Catalans.

## Distribució
Es troba a totes les zones temperades d'Euràsia, de França fins a l'oest de la Xina. Als Països Catalans aquesta espècie és substituïda per la papallona zebrada (Iphiclides feisthamelii), mentre que a la Catalunya inicialment només es trobava a l'Aran.

## Biologia
Les erugues s'alimenten preferentment de fulles d'espècies del gènere Prunus, incloent aranyoner (Prunus spinosa), ametller (P. amygdalus), cirerer (P. avium), presseguer (P. persica), albercoquer (P. armeniaca), cirerer de guineu (P. mahaleb) i gatzerí (P. padus); també usa perera (Pyrus communis), Pyrus amygdaliformis, Pyrus longipes, pomera comuna (Malus domestica), arç blanc (Crataegus monogyna) i moixera de guilla (Sorbus aucuparia). Hiberna com a crisàlide.